# 邱家湖
邱家湖（1936年—），中華民國（台灣）政治人物，曾代表中國國民黨在台灣省第二選區（桃竹苗）當選為第一屆第一、二次增額立法委員。